# ケネス・クライン
ケネス・クライン（Kenneth Klein, 1939年9月5日 - ）はアメリカの指揮者。
ロサンジェルスの生まれ。スタンフォード大学を卒業後、南カリフォルニア大学でヴァイオリンを習得し、グレゴール・ピアティゴルスキーやウィリアム・プリムローズらに室内楽、フリッツ・ツヴァイクやリヒャルト・ラートらに指揮法を学んだ。その後、南カリフォルニア大学の援助を受け、バイロイトでフリーデリント・ワーグナーのマスター・クラスを受講したり、パリでナディア・ブーランジェの教えを受けたりした。また、メキシコでカルロス・チャベスと会い、グアダラハラ交響楽団に招かれた。1968年にグアダラハラ交響楽団の音楽監督として本格的な指揮活動を開始し、1977年にはカザルス音楽祭に招かれた。1980年にはアメリカに戻ってニューヨークを本拠に演奏活動を展開するようになり、1982年にはニューヨーク・ヴィルトゥオージ・チェンバー・シンフォニーを結成してその音楽監督に就任した。